# Liolaemus schroederi
Liolaemus schroederi är en ödleart som beskrevs av  Müller och HELLMICH 1938. Liolaemus schroederi ingår i släktet Liolaemus och familjen Tropiduridae. Inga underarter finns listade i Catalogue of Life.